# Marian Ginter
Marian Ginter (ur. 1921, zm. 6 lipca 1985 w Poznaniu) – polski wynalazca, administrator zakładów państwowych, członek podziemia antyniemieckiego w okresie II wojny światowej.

## Życiorys
Był członkiem grupy Franciszka Witaszka, za co był więziony w hitlerowskich miejscach kaźni. W latach 1948-1949 sekretarz zarządu poznańskiego oddziału ZBOWiD. Laureat Zespołowej Nagrody Techniczno-Przemysłowej Miasta Poznania i Województwa Poznańskiego (1965) za racjonalizację i wynalazczość, zwłaszcza za wkład w rozwój projektowania urządzeń do przeładunku towarów sypkich. Dyrektor Poznańskich Zakładów Mechanicznych w latach 1954-1968. W Wielkopolskim Przedsiębiorstwie Przemysłu Ziemniaczanego, gdzie był zastępcą dyrektora, odbudował w latach 1972-1974 dekstrynarnię po eksplozji z 1972. Udekorowany został Krzyżem Kawalerskim Orderu Odrodzenia Polski.